# Konfeks Legnica
Konfeks Legnica – polski klub sportowy, założony 2 grudnia 1971 r. w Legnicy, jako spadkobierca KS Dziewiarz. Rozgrywa swoje mecze na stadionie miejskim przy ul. Grabskiego. W 2022 r. prowadził sekcje piłki nożnej i tenisa stołowego.

## Tenis stołowy
Sukcesy odnosili w klubie tenisiści stołowi. Kobiety grały kiedyś w I lidze, a mężczyźni - w II. Były również sukcesy w grach podwójnych. W roku 1984 Mariusz Krzak i Marek Popowczak zdobyli mistrzostwo Polski juniorów, a w roku 1999 Marcelina Strojek grając z Katarzyną Sabat (SKS-40 Warszawa) sięgnęła po tytuł wicemistrzyni Polski kadetek.

## Piłka nożna
Wychowankami klubu są m.in. Grzegorz Bartczak, Marcin Robak czy Krzysztof Łacina. Największym sukcesem klubu był występ w III lidze piłkarskiej.